# 가마가야다이부쓰역
가마가야다이부쓰역(일본어: 鎌ヶ谷大仏駅, かまがやだいぶつえき)은 일본 지바현 가마가야시에 있는 신케이세이 전철 신케이세이선의 역이다. 역 번호는 SL13이다.
간토의 역 백선에 선정되었다. 버스 터미널을 겸한 후나바시신케이세이 버스 가마가야 영업소가 병설되었다.

## 역 구조
섬식 승강장 1면 2선의 지상역. 교상역사를 갖는다.

### 타는 곳
| 1 | 신케이세이선 | 후타와무코다이・기타나라시노・신쓰다누마・게이세이쓰다누마・ 게이세이 선 방면 |
| 2 | 신케이세이선 | 하쓰토미・신카마가야・마쓰도 방면                                             |

## 역세권 정보
- 가마가야다이부쓰역 빌딩
- 가마가야다이부쓰
- 하치만 신사(神社)
- 후나바시신케이세이 버스 본사・가마가야 영업소
- 가마가야하쓰토미 우체국

## 역사
- 1949년 1월 8일: 영업 개시.
- 1998년: "간토의 역 백선"에 선정됨. 선정 이유는 "역전의 아미타 여래상의 대불을 따서 붙여진 지명에서 역사를 느끼게 한다는 역"이라는 이미지 때문이다.

과거에는 게이세이쓰다누마 역에서 본 역행 회차 열차가 운행되었다. 특히 호쿠소 선이 기타하쓰토미 역에서 연결되고 신케이세이 선과 상호 직통 운전을 실시하던 시기에는 절반 가량이 본 역으로 회차했다. 그 흔적으로, 쓰다누마 방향 쪽으로 분기기가 남아 있다. 현재도 이상 시나 임시 열차 등에서 사용되는 것이 있다.

## 화랑

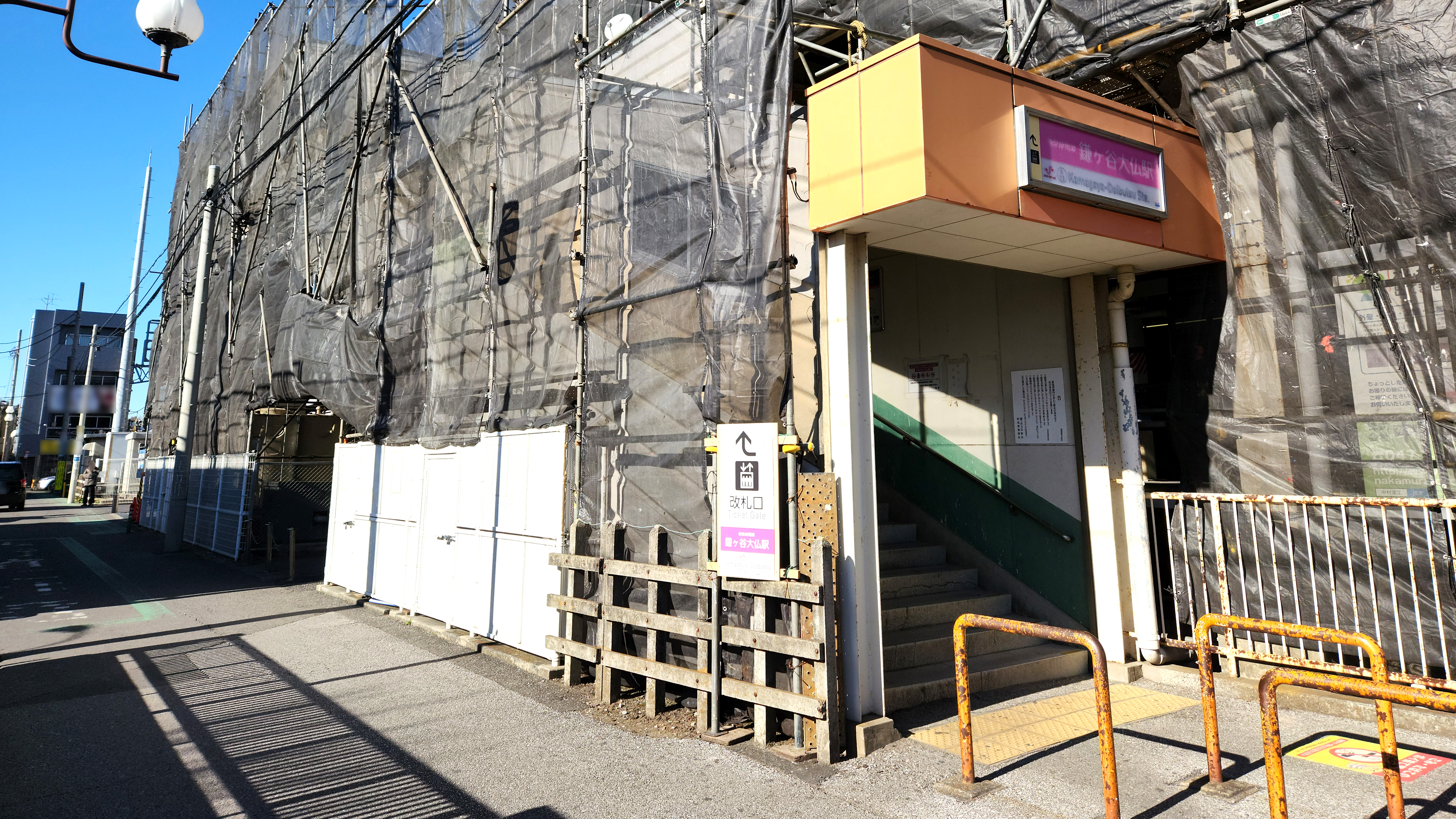
남쪽 출입구(2023년 1월 1일)

## 인접역
| 신케이세이 전철 신케이세이선 | 신케이세이 전철 신케이세이선 | 신케이세이 전철 신케이세이선               |
| ---------------------------- | ---------------------------- | ------------------------------------------ |
| SL 12 하쓰토미 마쓰도 방면   |                              | 후타와무코다이 SL 14 게이세이쓰다누마 방면 |